# Добродељане
Добродељане (алб. Dobërdolan) је насеље у општини Сува Река на Косову и Метохији. Атар насеља се налази на територији катастарске општине Добродељане површине 800 ha. Добродељане се први пут помиње 1327. године, у даровној повељи српског краља Стефана Дечанског манастиру Хиландару на Светој гори. У селу је постојала средњовековна црква посвећена Светом Стефану. У првој половини 19. века скадарски Махмуд-паша је насилно потурчио село и до темеља порушио цркву. Сачуван је само један антиминс из 1564. године. Овај „жртвеник“, који симболично замењује часну трпезу, пронашао је игуман манастира Светог Марка Коришког код неког Арбанаса који га је испресавијаног носио као амајлију око груди. На антиминсу су, поред записа са годином израде, и богослужбени криптограми. Данас се овај антимнис чува у Музеју Српске православне цркве у Београду.

## Демографија
Насеље има албанску етничку већину.
Број становника на пописима:
- попис становништва 1948. године: 501
- попис становништва 1953. године: 549
- попис становништва 1961. године: 626
- попис становништва 1971. године: 879
- попис становништва 1981. године: 1138
- попис становништва 1991. године: 1380